# Гамбит Зильбершмидта
Гамбит Зильбершмидта — шахматный дебют, разновидность принятого королевского гамбита. Начинается ходами: 
 1. e2-e4 e7-e5 
 2. f2-f4 e5:f4 
 3. Кg1-f3 g7-g5 
 4. Сf1-c4 g5-g4 
 5. Кf3-e5 Фd8-h4+ 
 6. Крe1-f1 Кg8-h6 
 7. d2-d4 f4-f3.

## История
Указанный план игры был упомянут в шахматном трактате Алессандро Сальвио, однако детальный анализ данного начала связан с именем немецкого шахматиста первой половины XIX века Гирша Зильбершмидта (1801—1866). Будучи политическим заключённым, он провёл в брауншвейгской тюрьме 15 лет, посвятив это время изучению теории дебютов. Результатом его многолетних исследований явилось начало, получившее название «Гамбит Зильбершмидта». В литературе данный дебют также иногда называется гамбитом Сальвио — Зильбершмидта (в честь обоих шахматистов).

## Варианты
- 8. g2:f3 d7-d6 9. Кe5:g4 Кh6:g4 10. f3:g4 Сc8:g4 11. Фd1-d3 Сg4-h3+ 12. Крf1-e2 Лh8-g8 — с преимуществом у чёрных.
- 8. g2-g3 Фh4-h3+ 9. Крf1-f2 Фh3-g2+ 10. Крf2-e3 f7-f5! — с атакой у чёрных.

## Примерная партия
- NN — Михаил Чигорин, Санкт-Петербург, 1875[1]

1. e2-e4 e7-e5 2. f2-f4 e5:f4 3. Кg1-f3 g7-g5 4. Сf1-c4 g5-g4 5. Кf3-e5 Фd8-h4+ 6. Крe1-f1 Кg8-h6 7. d2-d4 f4-f3 8. Сc1-f4 d7-d6 9. Кe5-d3 Сf8-g7 10. c2-3 0-0 11. Кd3-f2 f3:g2+ 12. Крf1:g2 Кb8-c6 13. Кb1-d2 Крg8-h8 14. Сf4-g3 Фh4-g5 15. Фd1-e2 f7-f5 16. e4:f5 Кh6:f5 17. Лa1-e1 b7-b5 18. Сc4-b3 Кc6:d4 19. c3:d4 Кf5:d4 20. Фe2-e3 Фg5-h5 21. Лh1-f1 Сc8-b7+ 22. Крg2-g1 Лa8-e8 23. Фe3-d3 Лf8-f3 24. Фd3-b1 Лe8-e2 25. Сb3-d1 Лf3:g3+ 26. h2:g3 Фh5-h1+ 27. Кf2:h1 Лe2-g2х.